# Algar de Mesa
Pour les articles homonymes, voir Algar (homonymie).
Algar de Mesa est une commune d'Espagne de la province de Guadalajara dans la communauté autonome de Castille-La Manche.